# Késmárki-Fehérvíz-völgy
A Késmárki-Fehérvíz-völgy (szlovákul: Dolina Kežmarskej Bielaj vody, Dolina Bielaj vody; lengyelül: Dolina Kieżmarska, Dolina Białej Woda Kieżmarskiej) egy kiterjedt völgyrendszer a Magas-Tátra déli oldalán. Körülbelül nyolc kilométer hosszú, területe 14,5 km², és a Magas-Tátra legkeletibb völgyének számít, a Bélai-havasok északi határán.
Kb. 1400 m magasságban három völgyre ágazik szét: 
1. Zöld-tavi-völgy (Késmárki-Zöldtavi-völgy)
- Nagy-Papirusz-völgy 
  - Réz-pad-katlan
  - Felső-Zöldtavi-katlan
- Kis-Papirusz-völgy
- Vörös-tavi-völgy

2. Fehér-tavi-völgy
- Alsó-Zerge-katlan
- Felső-Zerge-katlan
- Sárga-tavi-katlan

3. Elülső-Rézaknák völgye
A Késmárki-Fehér-víz bal partján lévő völgyek már a Bélai-Tátrához tartoznak. 
A Késmárki-völgy/Késmárki-Fehérvíz-völgy határai: a Lomnici-csúcs szárnyvonulata, a Lomnici-csúcs ÉK. válla (Villa-gerinc), a főgerinc Zöld-tavi-őrtorony (Eljasz Valér-csúcs) – Kopa-hágó szakasza valamint a Bélai-havasok gerincének K. része a Bolond Gerőtől a Kobold-hegyig. A Tátra körútnál lévő völgytorkolattól (915 m) a Zöld-tavi-csúcs talpáig (kb. 2250 m) a völgy hossza több mint 8 km, területe 14,5 km2. A völgy alsó, szűk erdős része ény. irányú, a kiterjedt felső rész viszont 75 fokkal irányt változtat és dny. irányú. 
Nevét a völgyön keresztülfolyó Késmárki-Fehér-vízről kapta.

## Helyrajz
A Magas-Tátra legkeletibb völgye, mintegy 7 km hosszú; az alsó része erdős, a felső része három völgyre oszlik: Elülső-Rézaknák völgye, Fehér-tavi-völgy, Zöld-tavi-völgy. A Zöld-tavi-völgynek négy kisebb, vad, magashegyi jellegű mellékvölgye van: Vörös-tavi-völgy, Kis-Papirusz-völgy, Nagy-Papirusz-völgy, Rézpad-katlan. 
A Késmárki-völgyet É-ról a Bélai-Tátra, Ny-ról a főgerinc, DNy-ról a Lomnici-masszívum, míg DK-ről a Késmárki-csúcs - Wéber-csúcs - Nagy-Morgás tömb határolja. 
A völgy körül emelkedő főbb csúcsok: Fehér-tavi-csúcs, Karbunkulus-torony, Vörös-tavi-csúcs, Papirusz-csúcs, Zöld-tavi-csúcs, Fecske-torony, Lomnnici-csúcs, Késmárki-csúcs, Wéber-csúcs. 

## Szálláslehetőségek
A Késmárki Zöld-tó mellett áll a Zöld-tavi menedékház.

## Megközelítés
A Fehér-tavakhoz Matlárházáról a kék jelzésen a Zsázsa-forrás (1 3/4 óra), és tovább a volt Késmárki ház helyére (1 3/4 óra). 
A Zöld-tóhoz Matlárházáról a kék jeljésen a Zsázsa-forrásig, onnan tovább a sárgán a Zöld-tóig, összesen 3 1/2 óra. 
Tátralomnicról autóbusszal a "Fehérvíz" nevű megállóig, s onnan végig a sárga jelzésen a Zöld-tóig 2 3/4 óra 
Javorinából a kék és zöld jelzésen az elágazásig (1/2 óra). Itt az erdészház mellett a Javorinka-patak hídján balra Murán alatti rétre, majd a kék jelzésen a Vaskapu nevű kőkapun a Rézakna-patak partján az erdőhatárra. A hídon újra balra, a Hátsó-Rézaknák völgye kiterjedt rétjén, a Holló-kő, Határ-hegy (Sirató) és Bolond Gerő déli lejtőin a Kopa-hágóba (1 óra). A Kopa-hágóból a piros és kék jelzésen jobbra az Elülső-Kopa-hágóba és rövid szerpentineken le a volt Késmárki ház helyére (1/4 óra). Innen a piros jelzésen további 1/2 óra a Zöld-tó. 
Fordított irányban a Zöld-tótól a Fehér-tó 3/4 óra. 

## Átmenet a szomszédos völgyekbe
A Fehér-tótól a Kopa-hágón át Javorináig a kék úton 2 1/2 óra a menetidő. 
A Zöld-tótól piros jelzésen szerpentinezve fel a Magy-Morgás-hágóba (1 1/2 óra), tovább a Hunfalvi-gödrön át a Kő-pataki-tóig 1/2 óra. 
A Zöld-tótól jelzetlen láncos úton a Nagy-Papirusz-völgyben fel, a Téry-horhosba (3 óra), (az év túlnyomó részében hóval kitöltött folyosó, a jobb oldali falon kampók és lánc) és a túloldalon le a Téry-házhoz 1 1/4 óra. 